# Radiospacja
Radiospacja – polska, internetowa rozgłośnia radiowa, która rozpoczęła działalność 23 marca 2020. Prezentuje muzykę rockową, elektroniczną i alternatywną, soul, funk, hip-hop i techno, a także folk, jazz, muzykę filmową oraz klasyczną. Program nadaje 7 dni w tygodniu, 24 godziny na dobę. Współpracownicy radia prowadzą w większości przypadków swoje audycje autorskie z domów.

## Historia
Stację uruchomiono na początku pandemii COVID-19 w Polsce, reklamując radio sloganem „W domu sieć!”. Od początku audycje muzyczne nadawane są z domów prowadzących je osób.
Połowa 80-osobowego zespołu związana była z wieloma stacjami radiowymi, przede wszystkim z Radiostacją, ale także Trójką, Radiem PiN, Antyradiem, Radiem Zet, RMF FM, Radiem Jazz, Polskim Radiem BIS czy Chilli Zet. Poza tym współpracownikami są młodsi autorzy, wielu z nich to pokolenie dwudziestolatków, a także artyści. Bez wcześniejszych informacji w dniu 20 grudnia 2024 przed godziną 10:00 zaprzestano emisji stacji.

## Opis
Poza całą Polską, prowadzący Radiospacji mówią i grają z Himalajów, Doliny Krzemowej, Indonezji, Islandii, Londynu, Paryża i Reykjavíku.
We wrześniu 2020 pełniącym obowiązki prezesa stacji został Jacek Nowak, który w latach 90. XX wieku współtworzył rozgłośnię radiową RMF FM i przez lata związany był także ze stacją telewizyjną TVN. Również we wrześniu została otwarta siedziba radia przy ulicy Okrężnej w Warszawie, gdzie nagrywane i emitowane są niektóre audycje, m.in. Lista Przebojów prowadzona przez Pawła Sito czy rozmowy z gośćmi Radiospacji.

## Zespół
W zespole redakcyjnym pracują m.in. Paweł Sito (szef programowy), Paweł Stasiak,  Teresa Drozda, Stanisław Trzciński, Marcin Chłopaś, Jacek Kaczyński, Jan Szlagowski, Andrzej Jakubowicz, Marek Gałązka.
Od maja 2020 roku do stycznia 2021 roku do zespołu redakcyjnego należał też Artur Orzech, zaś od kwietnia do czerwca 2020 roku Maciej Orłoś. Audycje prowadzili również: Katarzyna "Novika" Nowicka (od kwietnia 2020 do marca 2021), Andrzej Szajewski, Marcin Celiński,  Marcin Fabjański, Jan Malinowski, Jacek Olechowski, KaCeZet, Paprodziad, Patrycja Kosiarkiewicz, Sławomir "Druh Sławek" Jabrzemski, Maciej Envee Goliński, Leszek Gnoiński, Jacek Podsiadło, Kamil Sipowicz, Ewa Woydyłło-Osiatyńska, Grzegorz Brzozowicz.